# 腓特烈二世 (奧地利)

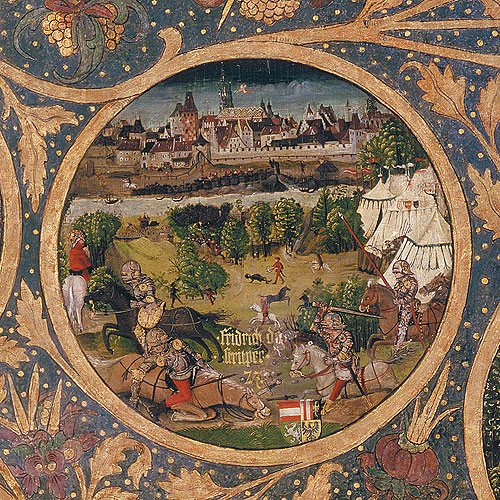
好鬥的腓特烈死於萊塔河戰役，克洛斯特新堡修道院，1489–1492

腓特烈二世（德語：Friedrich；1211年4月25日—1246年6月15日），有“好鬥的腓特烈”稱號，奧地利巴本堡王朝公爵（1230年—1246年在位）及施蒂里亞公爵（1230年—1246年在位）。奧地利公爵利奧波德六世與妻子狄奧多拉·安吉麗娜的第三子，巴本堡王朝第五位、亦是最後一位奧地利公爵。

## 生平
父親利奧波德六世於於1230年7月28日病逝，因他的長子及次子已逝，由身為第三子腓特烈二世繼承爵位。腓特烈二世先娶拜占庭帝國公主索菲亞·拉斯卡里蓮娜（狄奧多爾一世的女兒），其後離婚再娶第二任妻子奧托一世的女兒艾格尼絲，而腓特烈二世亦自稱為卡尼奧拉領主。可惜兩人於1243年離婚，兩人並沒有兒女，腓特烈二世亦因此無嗣。
腓特烈二世對自己的拜占庭血統引以為傲，他很快便被冠以“好鬥”的稱號，因為他的嚴厲統治，及常鄰國發動戰爭－主要是與匈牙利、巴伐利亞和波希米亞等國的爭執。即使是由始至終一直忠於執政的巴本堡家族的奧地利Kuenringer貴族在他剛剛上台統治時便開始發動叛亂。但最危險的是他與霍亨斯陶芬王朝皇帝腓特烈二世因為他的長子亨利七世（奧地利公爵的姊姊瑪格麗特的丈夫）在叛亂過程中的糾紛。不單奧地利公爵腓特烈二世拒絕出席於1232年在阿奎萊亞舉行的帝國會議，以對奧地利的小特權作出申訴，更特意通過與匈牙利國王貝拉四世的衝突得罪皇帝，他還似乎涉及他的姊夫亨利七世的陰謀背叛。當他再次拒絕出席1235年在緬恩斯舉行的帝國會議，皇帝腓特烈二世終於排斥他，並准許波希米亞國王瓦茨拉夫一世入侵奧地利的領土。維也納大開城門以迎接波希米亞和巴伐利亞的聯軍，並在腓特烈二世被頒受禁令下的數年成為一個帝國自由城市，然而1237年，皇帝腓特烈二世使他的兒子康拉德四世在維也納成功當選為羅馬人民的國王。被驅逐的腓特烈二世設法保持自己的位置，他於維也納新城繼續統治作為殘存的奧地利公國。同年，腓特烈二世頒布了國家權法律，要求所有國民在入侵的情況下保衛國家。
與波希米亞的衝突亦因為他的侄女巴本堡的格魯迪與國王瓦茨拉夫一世長子摩拉維亞侯爵弗拉迪斯拉夫訂婚而得到解決了。另一方面有關與皇帝腓特烈二世的談判包括將提升維也納為主教區及將奧地利公國（包括施蒂利亞公國）提升為王國已經展開，條件是將公爵腓特烈二世的侄女格魯迪嫁給年過50歲的皇帝，因為皇帝腓特烈二世被羅馬教皇格雷戈里九世處以絕罰，他急需盟友支持。1245年，雙方本已經安排進行條款，但任性的小女孩格魯迪（當時只有十幾歲）拒絕出席在維羅納的舉行的會議。在奧地利公爵腓特烈二世去世的前一年，腓特烈二世終於成功地由帕特里亞德爾弗留利手上獲得卡尼奧拉馬克，可惜在腓特烈二世死後落入卡林西亞公爵伯恩哈德·馮·施潘海姆手上。
當腓特烈二世與匈牙利國王貝拉四世因邊界衝突於1246年6月15日在萊塔河戰役中死了，他雄心勃勃的計劃被破滅了。腓特烈二世被埋葬在海利根克羅伊茨修道院。巴本堡王朝最後一名男嗣去世，奧地利因此經歷空位期。
| 腓特烈二世 (奧地利) 巴本堡王朝出生于：1211年4月25日逝世於：1246年6月15日 | 腓特烈二世 (奧地利) 巴本堡王朝出生于：1211年4月25日逝世於：1246年6月15日 | 腓特烈二世 (奧地利) 巴本堡王朝出生于：1211年4月25日逝世於：1246年6月15日 |
| 統治者頭銜                                                               | 統治者頭銜                                                               | 統治者頭銜                                                               |
| ------------------------------------------------------------------------ | ------------------------------------------------------------------------ | ------------------------------------------------------------------------ |
| 前任者： 利奧波德六世                                                    | 奥地利公爵及施蒂里亞公爵 1230年–1246年                                   | 空缺下一位持有相同頭銜者：奧托卡二世                                     |